# Agent Hugo: Lemoon Twist
Agent Hugo: Lemoon Twist è un videogioco a piattaforme del 2007 parte della serie di Hugo, nonché il terzo capitolo della saga reboot di Agent Hugo. Venne sviluppato da Coyote Console con Beyond Reality Games e pubblicato da NDS Denmark; quest'ultima compagnia aveva acquisito da poco ITE Media, il che rende tale titolo il primo del franchise che non è prodotto dalla storica software house danese.

## Trama
Il brillante criminale Dr. Hypno ricatta i leader della Terra e vuole 100 trilioni di lingotti d'oro. Se questa folle richiesta non sarà soddisfatta manderà nello spazio l'Hypno-satellite, un satellite artificiale che una volta in orbita lancerà raggi ipnotizzanti verso ogni forma di vita sul pianeta, così che lui possa governarla. L'Agente Hugo della R.I.S.K. (Risky Intelligent Spy Knights) viene mandato in missione su un'isola per trovare la sua fortezza segreta e fermarlo prima che sia troppo tardi.

## Modalità di gioco
Il gameplay di Agent Hugo: Lemoon Twist è simile a quello della serie di Crash Bandicoot. Viene preso il controllo dell'Agente Hugo, il quale dovrà attraversare diciotto livelli strutturati in sentieri, ricchi di ostacoli e nemici. Questi ultimi li può attaccare eseguendo unicamente un colpo di coda. Il protagonista non dispone di vite supplementari ma è dotato di una barra della salute; essa scende in base a quante volte viene ferito dall'attacco del nemico o dall'esplosione di pericolose casse. L'energia perduta verrà di poco ricaricata prendendo delle batterie. Egli muore quando la barra si esaurisce completamente, e dovrà ripartire dall'inizio del livello o dall'ultimo checkpoint acquisito.
Un nemico sconfitto dall'Agente Hugo rilascia sempre un limone da raccogliere; ce ne sono tanti di questi frutti in ogni livello, e collezionandoli tutti, a livello superato si viene premiati con una medaglia d'oro. Un livello può considerarsi del tutto completato raggiungendo la fine del suo percorso, dove è localizzato un apparecchio malefico dell'ipnosi da distruggere. Infine, l'ultimo livello vero e proprio è una battaglia contro l'unico boss, ovvero il Dr. Hypno.

## Accoglienza
Jeuxvideo.com è l'unico sito recensore sul Web ad aver dato una opinione e un voto ad Agent Hugo: Lemoon Twist. Loro assegnano il punteggio negativo di 7/20, concludendo nello sperare che questo sia davvero l'ultima avventura di Hugo.